# MNCTV
MNCTV (dawniej TPI) – indonezyjska stacja telewizyjna należąca do przedsiębiorstwa Media Nusantara Citra.
Została założona w 1990 roku i jest jedną z najstarszych prywatnych stacji telewizyjnych w Indonezji.